# 国营哈图达牧场
国营哈达图牧场，是中国内蒙古自治区呼伦贝尔市陈巴尔虎旗下辖的一个乡镇级行政单位。

## 行政区划
国营哈达图牧场共辖以下地区：
场部、第一生产队、第二生产队、第三生产队、第四生产队、第五生产队、第六生产队、第七生产队、第八生产队、第九生产队、第十生产队、第十一生产队、第十二生产队、第十三生产队、第十四生产队、第十五生产队、第十六生产队。